# Piotr Małachowski
Piotr Małachowski, född 7 juni 1983 i  Żuromin, Polen är en polsk friidrottare som tävlar i diskuskastning.
Małachowskis genombrott kom vid junior-EM 2005 där han slutade på andra plats. Som senior deltog han vid EM 2006 i Göteborg där han slutade sexa. Han deltog även på VM 2007 i Osaka men blev sist i finalen på en tolfte plats. Bättre gick det vid IAAF World Athletics Final i Stuttgart där det blev en tredje plats. 
Małachowski deltog vid Olympiska sommarspelen 2008 i Peking där han blev silvermedaljör slagen endast av estländaren Gerd Kanter. 
Vid VM 2009 slog Małachowski till med ett nytt personligt rekord redan i första omgången, när han kastade 68,77 meter. I femte omgången förbättrade han rekordet ytterligare när han kastade 69,15 meter. Han ledde VM-finalen när det bara återstod en kastare, hemmahoppet Robert Harting, som i sista kastet noterade ett nytt personligt rekord med 69,43 och Małachowski fick nöja sig med silvret och ett nytt polskt rekord. 
Den 8 juni 2013 kastade Malachowski 71,84 och blev därmed den femte längst kastande manlige diskuskastaren genom tiderna.  

## Personliga rekord
- Diskuskastning - 71,84 meter